# Grabovo (Oblast' di Penza)
Grabovo è un villaggio della Russia.